# Ariomma
Famille
Genre
Ariomma (les poissons pailletés) est un genre de poissons abyssaux, le seul de la famille des Ariommatidae dans l'ordre des Scombriformes.

## Liste d'espèces
Selon FishBase (13 août 2010) et World Register of Marine Species (13 août 2010) :
- Ariomma bondi Fowler, 1930
- Ariomma brevimanum (Klunzinger, 1884)
- Ariomma dollfusi (Chabanaud, 1930)
- Ariomma evermanni Jordan & Snyder, 1907
- Ariomma indicum (Day, 1871) ou Ariomma indica (Day, 1871) ou Ariomma indicus (Day, 1870)
- Ariomma luridum Jordan & Snyder, 1904 ou Ariomma lurida Jordan & Snyder, 1904
- Ariomma melanum (Ginsburg, 1954)
- Ariomma parini Piotrovsky, 1987
- Ariomma regulus (Poey, 1868)

Auxquels ITIS (29 février 2020) ajoute :
- Ariomma helena Trunov, 1976